# Glockenspiel (Essen)

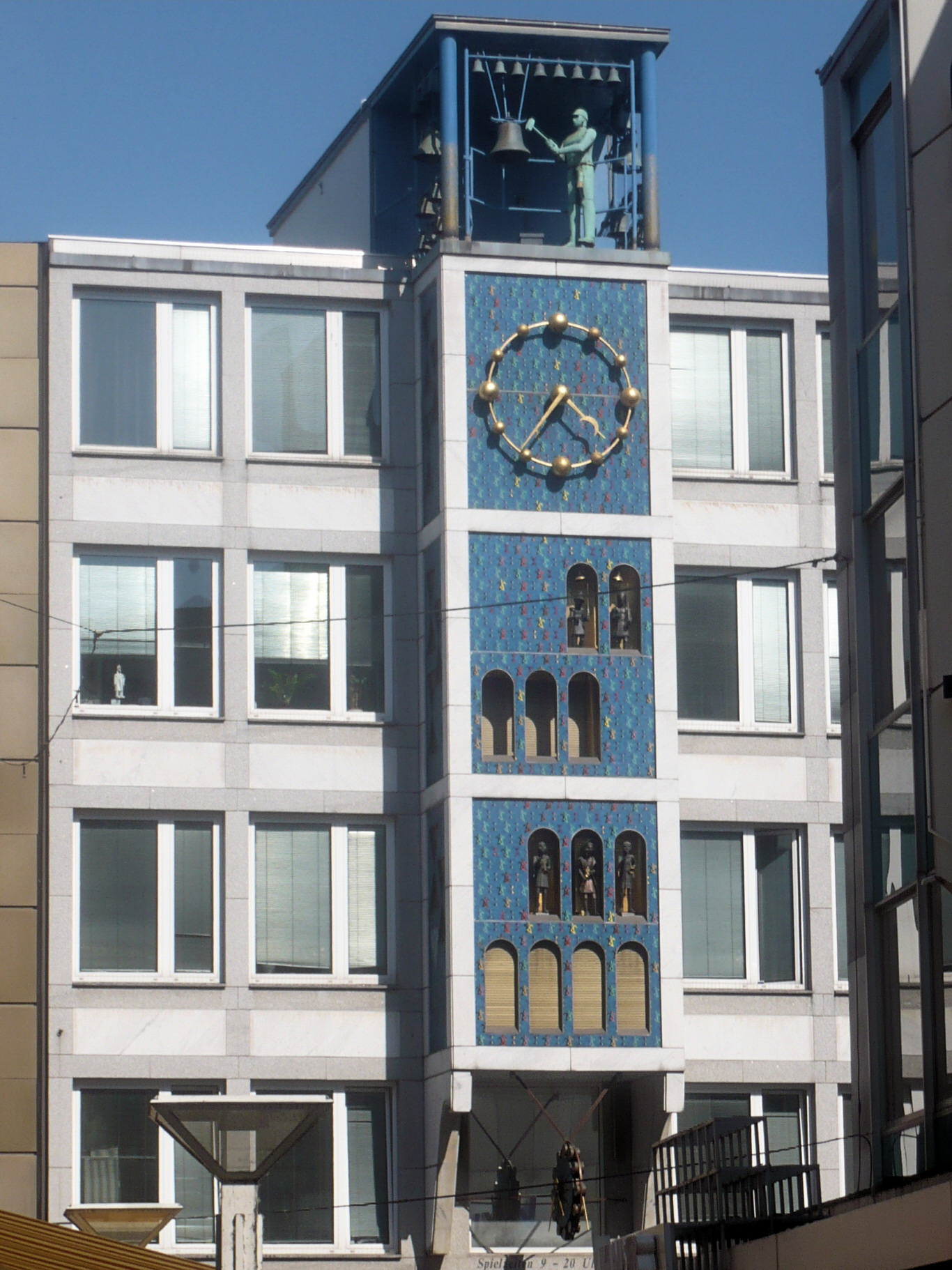
Glockenspielhaus Essen

Das Glockenspiel am ehemaligen Geschäftshaus Deiter befindet sich in der Essener Innenstadt in der Fußgängerzone in der Kettwiger Straße 22 und steht seit dem 7. Juli 2017 unter Denkmalschutz.

## Vorgänger
1928 wurde am damaligen Hauptgeschäft der Firma Deiter an der Limbecker Straße 74, Ecke Kastanienallee, ein Glockenspiel montiert. Die Klangkörper wurden 1926 bis 1929 in der niederländischen Glockengießerei Petit & Fritsen gegossen. Die Uhr mit den 12 Bronzeglocken (später auf 26 Glocken erweitert) schlug jede Viertelstunde (zwei Schlagweisen: Westminster oder Whittington). Um 10, 12 und 18 Uhr spielte das Glockenspiel ein Volkslied. Der auf einem Gesimse über dem Glockenspiel später angebrachte, sitzende Zwerg schlug die vollen Stunden auf seiner Glocke. Unter dem Glockenspiel stand der Spruch: Wir schmieden Ringe groß und klein, aus edlem Golde zart und fein.
Die Glocken wurden 1940 auf verschiedenen Bauernhöfen im Sauerland versteckt und dadurch vor der Einschmelzung im Zuge der nationalsozialistischen Kriegswirtschaft bewahrt (vgl. Glockenfriedhof).

## Heutiges Glockenspiel

### Entstehung
Das Haus Kettwiger Straße 22 wurde im Jahr 1938 von Uhrmacher Gerhard Ortmeyer (* 1867 in Wiedenbrück), seit 1901 Mitinhaber und Geschäftsführer der Firma Deiter, erworben. Nach der Zerstörung des Hauptgeschäfts in der Limbecker Straße wurde dieses Haus 1943 zum neuen Firmensitz. Nach dem Zweiten Weltkrieg, am 21. Juni 1948, feierte die Firma Deiter die Wiedereröffnung im nach Kriegsschäden instandgesetzten Haus Kettwiger Straße 22. Ein Jahr später wurde das über den Krieg gerettete Glockenspiel hier wieder montiert.
Das Gebäude wurde 1955–1956 im Zuge einer Verbreiterung der Kettwiger Straße durch einen modernen Neubau ersetzt. Das Glockenspiel erhielt einen exponierten Platz an einem Erker mit Glasmosaik-Fassade nach dem Vorbild des Uhrturms von San Marco in Venedig. Er sticht durch den Kontrast zur übrigen Rasterfassade des Neubaus besonders hervor. Dieser Erker wurde in den Jahren 1958 und 1970 um bewegliche Figuren der Essener Stadtgeschichte erweitert.
Am 7. Juli 2017 wurde das Glockenspiel mit dem Erker als Baudenkmal in die Denkmalliste der Stadt Essen eingetragen.

### Aufbau
Das Glockenspiel besteht aus dem Glockengeschoss mit 26 Bronzeglocken, geprägt mit den Jahreszahlen von 1926 bis 1929, und der kupfernen Bergmannsfigur des Bildhauers Adolf Wamper, die die Stunden mit einem Schlegel schlägt. Auf vier Ebenen befinden sich Figuren der Stadtgeschichte Essens und die des Wachsamen Hähnchens. Dieses wurde im Mittelalter zum Wahrzeichen der Stadt (Symbol des Essener Schützenvereins 1390). Heute krönt es als vergoldeter Hahn von 1930 einen Steinsockel auf dem Friedensplatz, vormals Kardinal-Hengsbach-Platz.

### Funktion
Die Glocken werden durch elektromagnetisch betriebene Hämmer betätigt. Die Elektromagneten werden vom Spieltisch aus über eine Kabelverbindung angesteuert. Im Spieltisch befindet sich außerdem eine Mechanik, über die vorher auf einen Lochstreifen eingespielte Stücke automatisch abgespielt werden können, im Unterschied zu einem klassischen Carillon, das zwingend eine mechanische Verbindung mittels Zugdrähten zwischen dem Spieltisch zu den Klöppeln und Schlaghämmern der Glocken voraussetzt.
Viertelstündlich erklingt ein sogenannter Westminsterschlag, die Stunde schlägt der Bergmann mit seinem Schlegel an. Anschließend spielt das Glockenspiel bekannte Volkslieder, wie Am Brunnen vor dem Tore, Die Gedanken sind frei, Horch, was kommt von draußen rein, In einem kühlen Grunde oder das Steigerlied sowie in der Weihnachtszeit Weihnachtslieder. Anschließend schlagen die beiden Bronzefiguren in der obersten Ebene, zwei Bürger in mittelalterlicher Tracht, zwei kleine Glocken an. Sie kündigen die drei Figuren im darunterliegenden Erkerfeld an: Bischof Altfrid, den Gründer des Frauenstifts, der als Stadtgründer Essens angesehen wird, in der Mitte Kaiser Heinrich III., der 1041 Essen ein Marktrecht verlieh, und rechts neben diesem Äbtissin Theophanu, die das Marktrecht erhielt. Während Bischof und Kaiser mit Bischofsstab und Urkunde passende Attribute aufweisen, hält Theophanu in ihrer rechten Hand als Zeichen für ihre Verdienste um das Stift ein Modell des Westwerks des Münsters, das inzwischen überwiegend einer ihrer Vorgängerinnen zugeschrieben wird.
Nach dem Auftritt dieser drei wichtigen Personen der Stiftsgeschichte setzen die zwei Figuren der Fanfarenbläser im nächsten Feld ihre Instrumente an, und zwischen ihnen erscheinen nacheinander drei Figuren der Stadtgeschichte. Die erste Figur ist Heinrich Barenbroch, der 1563 in der Marktkirche als erster protestantischer Pfarrer die Reformation durchführte. Ihm folgen Herzog Wilhelm von Kleve, der damals Vogt über Stift und Stadt war, und ein namentlich nicht bezeichneter Bürgermeister mit dem Stadtschlüssel, der die Unabhängigkeitsbestrebungen der Stadt von der Stiftsherrschaft symbolisiert.
Der unterste Erker des Glockenspiels enthält eine animierte Goldschmiedewerkstatt. Diese Figuren wurden erst 1966 zum hundertjährigen Firmenbestehen des Juweliergeschäftes geschaffen. Den Abschluss des Glockenspiels bildete die erst 1970 geschaffene Figur des Wachsamen Hähnchens, die sich auf einen mittelalterlichen Brauch bezog. Die Figur hob den Kopf, schlug mit den Flügeln und krähte.
Aufgrund des Alters und damit wachsender Störanfälligkeit des Spielwerks fielen immer wieder Teile des Ablaufs völlig aus. 2016 wurde es technisch überholt.

### Hersteller und Künstler
Das Glasmosaik der Fassade wurde vom Direktor der Folkwang-Hochschule für Gestaltung, Hermann Schardt, entworfen sowie von der Bayerischen Hofkunstanstalt in München. Die Figur des Bergmannes schuf Adolf Wamper, Professor der Folkwang-Hochschule. Die Figuren der Stadtgeschichte fertigte der Bamberger Metallbildhauer Hermann Diesener, die Figuren der Goldschmiedewerkstatt eine Essener Kunstschmiede. Die Mechanik und Steuerung des Spielwerks wurde von der Firma Deiter unter Mitwirkung anderer Essener Firmen gebaut.